# Championnat National 2
O Championnat National 2 (em português:  Campeonato Nacional 2), comumente conhecido como National 2 e anteriormente chamado de Championnat de France Amateur (CFA), é uma competição de futebol da França. Equivale à quarta divisão do sistema de ligas do país, atrás da Ligue 1, da Ligue 2 e do Championnat National. A versão atual do torneio é uma simples renomeação do Championnat de France Amateur, que foi criado em 1993 como National 2 e durou cinco anos antes de ser convertido para o nome CFA em 1998 e, posteriormente, retornar ao nome National 2 em 2017.
Disputado por 48 clubes, o Championnat National 2 opera com um sistema de promoção e rebaixamento com o Championnat National (terceira divisão) e o Championnat National 3 (quinta divisão). Alguns clubes que participam da liga são semiprofissionais. As temporadas ocorrem de agosto a maio, com os times dos três grupos jogando 30 partidas cada. A maioria dos jogos é realizada aos sábados e domingos, com alguns jogos ocorrendo durante as noites de dias úteis. As partidas são regularmente suspensas no último fim de semana antes do Natal por duas semanas, retornando na segunda semana de janeiro.

## História
O Championnat de France Amateur (CFA) foi inicialmente fundado pela  Federação Francesa de Futebol em 1927 e era composto pelos campeões das ligas regionais amadoras. A liga serviu como a primeira divisão do futebol francês até 1929, antes de ser convertida na liga profissional que existe hoje em 1932.
Um novo campeonato amador da França foi estabelecido em 1993 sob o nome National 2, como sucessor da extinta Division 3. A estreia da liga coincidiu com a criação do Championnat National, a terceira divisão do futebol francês, comumente conhecida como National. Nos primeiros três anos da competição, um campeão amador era coroado na França, independentemente de o clube ser amador ou uma equipe reserva. 
Em 1998, a federação francesa mudou o formato da competição, criando duas tabelas separadas: uma para os clubes amadores e outra para as equipes reservas dos clubes profissionais. As tabelas duplas permitiam que a liga declarasse um campeão para os amadores e outro para as reservas, com torneios de quatro equipes sendo realizados após o término da fase de grupos para determinar os campeões. Ao mesmo tempo, a competição foi renomeada para Championnat de France Amateur. Em 2001, a federação encerrou esse formato e retornou ao modelo original, permitindo que clubes amadores e equipes reservas fossem agrupados com base em sua localização regional. O vencedor de cada grupo ganharia promoção ao Championnat National, a menos que o clube fosse uma equipe reserva. Enquanto isso, as equipes reservas continuaram a usar o formato anterior, com os melhores times reservas de cada grupo sendo inseridos em um torneio para decidir o campeão das reservas.
Em 2017, a federação francesa reorganizou o futebol amador seguindo as linhas da reestruturação das regiões da França em 2016, criando o Championnat National 2 e o Championnat National 3 para substituir o CFA e o CFA2. Para o National 2, isso foi, na prática, apenas uma mudança de nome, enquanto o National 3 passou por uma grande reestruturação. Como parte da reestruturação do sistema de ligas do futebol francês entre 2022 e 2026, a liga foi reduzida de 64 times em 4 grupos na temporada 2022–23, para 56 times em 4 grupos na temporada 2023–24, e terá 48 times em 3 grupos a partir de 2024–25.

## Vencedores e promovidos aoChampionnat National

### Campeões por grupo (1994-2024)
| Temporada | National 2 - Grupo A                                | National 2 - Grupo B                                | National 2 - Grupo C                                | National 2 - Grupo D                                |
| --------- | --------------------------------------------------- | --------------------------------------------------- | --------------------------------------------------- | --------------------------------------------------- |
| 1993-1994 | FCSR Haguenau                                       | AS Monaco rés.                                      | Stade poitevin PEPP                                 | AJ Auxerre rés.                                     |
| 1994-1995 | ES Wasquehal                                        | AS Cannes rés.                                      | AJ Auxerre rés.                                     | SM Caen rés.                                        |
| 1995-1996 | US Lusitanos Saint-Maur                             | Stade montois                                       | AJ Auxerre rés.                                     | FC Bourges                                          |
| 1996-1997 | FC Metz rés.                                        | AC Ajaccio                                          | Olympique lyonnais rés.                             | AJ Auxerre rés.                                     |
| 1997-1998 | Valenciennes FC                                     | Olympique lyonnais rés.                             | Pau FC                                              | AJ Auxerre rés.                                     |
| 1998-1999 | AJ Auxerre rés.                                     | Grenoble Foot 38                                    | Clermont Foot                                       | AS Évry                                             |
| 1999-2000 | AJ Auxerre rés.                                     | Olympique lyonnais rés.                             | La Roche VF                                         | Stade brestois 29                                   |
| 2000-2001 | US Boulogne CO                                      | FC Sète 34                                          | AS Angoulême                                        | US Lusitanos Saint-Maur                             |
| 2001-2002 | Lille OSC rés.                                      | Olympique de Marseille rés.                         | SO Romorantin                                       | AJ Auxerre rés.                                     |
| 2002-2003 | Paris Saint-Germain rés.                            | ES Troyes AC rés.                                   | Olympique lyonnais rés.                             | FC Libourne                                         |
| 2003-2004 | AJ Auxerre rés.                                     | Olympique lyonnais rés.                             | Aviron bayonnais FC                                 | RC Paris                                            |
| 2004-2005 | US Boulogne CO                                      | CS Louhans-Cuiseaux                                 | SC Toulon                                           | Vannes OC                                           |
| 2005-2006 | AS Beauvais                                         | FC Martigues                                        | AS Yzeure                                           | Paris FC                                            |
| 2006-2007 | Calais RUFC                                         | AC Arles                                            | Rodez AF                                            | Villemomble Sports                                  |
| 2007-2008 | Pacy VEF                                            | Olympique Croix de Savoie 74                        | SO Cassis Carnoux                                   | Girondins de Bordeaux rés.                          |
| 2008-2009 | Besançon RC                                         | Hyères FC                                           | US Luzenac                                          | FC Rouen 1899                                       |
| 2009-2010 | SR Colmar                                           | Gap HAFC                                            | Chamois niortais FC                                 | US Orléans                                          |
| 2010-2011 | US Quevilly                                         | Besançon RC                                         | GFC Ajaccio                                         | Le Poiré-sur-Vie VF                                 |
| 2011-2012 | CA Bastia                                           | Olympique lyonnais rés.                             | ES Uzès-Pont-du-Gard                                | USJA Carquefou                                      |
| 2012-2013 | USL Dunkerque                                       | RC Strasbourg                                       | US Colomiers                                        | Luçon VF                                            |
| 2013-2014 | FC Chambly                                          | SA Spinalien                                        | GS Consolat                                         | US Avranches                                        |
| 2014-2015 | CS Sedan Ardennes                                   | ASM Belfort                                         | AS Béziers                                          | FC Lorient rés.                                     |
| 2015-2016 | US Quevilly-Rouen Métropole                         | AS Lyon-Duchère                                     | Pau FC                                              | US Concarneau                                       |
| 2016-2017 | Stade rennais FC rés.                               | Entente SSG                                         | Grenoble Foot 38                                    | Rodez AF                                            |
| 2017-2018 | Marignane Gignac FC                                 | FC Villefranche Beaujolais                          | JA Drancy                                           | Le Mans FC                                          |
| 2018-2019 | SC Toulon                                           | Le Puy Foot 43                                      | FC Nantes rés.                                      | US Créteil-Lusitanos                                |
| 2019-2020 | SC Bastia                                           | Stade briochin                                      | FC Sète 34                                          | FC Annecy                                           |
| 2020-2021 | Competição cancelada devido à pandemia de Covid-19. | Competição cancelada devido à pandemia de Covid-19. | Competição cancelada devido à pandemia de Covid-19. | Competição cancelada devido à pandemia de Covid-19. |
| 2021-2022 | FC Versailles 78                                    | Paris 13 Atletico                                   | FC Martigues                                        | Le Puy Foot 43                                      |
| 2022-2023 | FC Rouen 1899                                       | SA Spinalien                                        | Marignane GCB FC                                    | GOAL FC                                             |
| 2023-2024 | Aubagne FC                                          | Paris 13 Atletico                                   | US Boulogne CO                                      | Football Bourg-en-Bresse                            |

- Os campeões gerais por época estão em negrito.

1. ↑  O campeão amador francês de 1999-2000 é o Dijon FCO, segundo classificado do Grupo A.
2. ↑  O campeão francês amador de 2001-2002 foi o AS Cherbourg, segundo classificado no Grupo D.
3. ↑  O campeão amador francês de 2002-2003 foi o GFCO Ajaccio, terceiro classificado no Grupo C.
4. ↑  O campeão amador de França de 2003-2004 foi o Football Croix-de-Savoie 74, terceiro classificado do grupo B.
5. ↑  O título do National 2 de 2019-2020 não foi atribuído devido à suspensão da competição.

### Campeões por grupo (2025-presente)
| Temporada | National 2 - Grupo A | National 2 - Grupo B | National 2 - Grupo C |
| --------- | -------------------- | -------------------- | -------------------- |
| 2024-2025 | Le Puy               | Stade Briochin       | Fleury 91            |

### Campeões do torneio dos reservas profissionais (1998-2024)
| Temporada | Vencedor                    |
| --------- | --------------------------- |
| 1997-1998 | Olympique Lyonnais rés.     |
| 1998-1999 | AJ Auxerre rés.             |
| 1999-2000 | Le Havre AC rés.            |
| 2000-2001 | Olympique Lyonnais rés.     |
| 2001-2002 | Olympique de Marseille rés. |
| 2002-2003 | Olympique Lyonnais rés.     |
| 2003-2004 | Stade rennais FC rés.       |
| 2004-2005 | Não houve vencedor          |
| 2005-2006 | Olympique Lyonnais rés.     |
| 2006-2007 | Stade rennais FC rés.       |
| 2007-2008 | AS Monaco rés.              |
| 2008-2009 | Olympique Lyonnais rés.     |
| 2009-2010 | Olympique Lyonnais rés.     |
| 2010-2011 | Olympique Lyonnais rés.     |